# Кастеев, Абильтай Абильханович
Абильтай Абильханович Кастеев (5 мая 1937, Алма-Ата — 29 апреля 1998, Алма-Ата) — советский казахский кинооператор. Заслуженный деятель искусств Казахской ССР (1982).

## Биография
Родился в 1937 году в городе Алма-Ата, Казахская ССР. Сын художника Абылхана Кастеева.
В 1960 году окончил в Москве операторский факультет ВГИКа.
С середины 1960-х годов работал на киностудии «Казахфильм», где снял около 20 фильмов, работал помощником оператора, самостоятельно дебютировал в фильме «Там, где цветут эдельвейсы» (1965), наиболее известен фильм «Песнь о Маншук» (1969)
В 1982 году присвоено звание «Заслуженный деятель искусств Казахской ССР».
В 1994 году стал первым преподавателем только что созданной кафедры «Звукорежиссура и операторское искусство» в Казахской академии искусств, заложив основы методики преподавания операторского мастерства в Казахстане.
Умер в 1998 году в Алма-Ате.

## Фильмография
- 1965 — Там, где цветут эдельвейсы
- 1966 — Тревожное утро
- 1967 — Снег среди лета
- 1969 — Песнь о Маншук
- 1971 — Брат мой
- 1972 — Лесная баллада
- 1975 — Любимая (к/м)
- 1975 — Степные раскаты
- 1976 — Алпамыс идет в школу
- 1980 — Гонцы спешат
- 1980 — Пора звенящего зноя
- 1981 — Последний переход
- 1983 — Дом под луной
- 1984 — Человеческий фактор
- 1986 — Тайны мадам Вонг
- 1986 — Человек на мотоцикле
- 1989 — Нокдаун
- 1991 — Опиум